# Denny (serie animata)
Denny (Dennis the Menace) è una serie televisiva a cartoni animati prodotta da DIC Entertainment e basata sulla striscia a fumetti Dennis the Menace di Hank Ketcham.

## Produzione e distribuzione
La serie è composta da episodi di trenta minuti ed è stata originariamente diffusa in syndication negli Stati Uniti distribuita dal Exchange Program; la seconda stagione è stata trasmessa sulla CBS e ogni episodio era costituito da tre spezzoni da sei o sette minuti. Successivamente, nel 1993, ne è stata realizzata una nuova serie, All-New Dennis the Menace, composta da soli 13 episodi.
In Italia, la serie è stata trasmessa inizialmente su Italia 1 e replicata su Rete 4; la sigla, intitolata Denny, è cantata da Cristina D'Avena. Nel 1988 questo personaggio, con i genitori e la famiglia, è stato anche il protagonista dello spot televisivo per i supermercati Brianzoli (SB). Dagli anni 2000 la serie è stata replicata su diverse emittenti satellitari tra cui Fox Kids, Jetix, DeA Kids, e nel 2013 anche su Planet Kids col titolo Dennis, la minaccia. Intorno al 2012 la serie è stata proposta anche sul contenitore Contactoons in onda su Telemilano Più Blu Lombardia, e su altre emittenti locali tra cui Super 3, con il titolo Denni che combina guai e una nuova sigla italiana omonima cantata da Santo Verduci.

## Personaggi
(intercalare tipico del protagonista)
- Denny Mitchell (Il biondo bambino protagonista della serie. Pur avendo intenzioni di aiutare chi si trova in difficoltà, mette sempre nei pasticci se stesso e tutte le persone che gli stanno accanto, anche se in alcuni episodi, le sue marachelle vanno a buon fine. È ghiotto di panini di burro di arachidi, pop corn, caramelle e tutto ciò che può mangiare un bambino americano)
- Alice Mitchell (è la giovane madre del protagonista. È piuttosto carina e affettuosa nei confronti del figlio, ma non gli risparmia certo qualche piccola arrabbiatura per la sua indisciplina. Talvolta vuole "premiare" Denny con un bacio sulla guancia, ma questi detesta tali smancerie)
- Henry Mitchell (È il padre del protagonista. È abbastanza indulgente nei confronti del figlio, si dimostra gentile, ma quando si arrabbia con quest'ultimo, lo manda in camera sua per castigo)
- Ruff (È il cane del protagonista. Come in ogni cane da cartone animato che si rispetti, il suo aspetto ricorda quello del padrone; infatti i peli che coprono la parte superiore della testa hanno la stessa disposizione dei biondi capelli del padroncino. Si rende partecipe dei guai combinati dal bambino, ma in quanto cane fedele sa anche tirarlo fuori da questi)
- George Wilson (è l'anziano vicino di casa dei Mitchell. In molti episodi rappresenta "la vittima preferita" del bambino per le sue marachelle, quindi la sua pazienza è messa alla prova da Denny. Ha buoni rapporti con i genitori di lui, malgrado le birichinate del figlio)
- Martha Wilson (È la moglie del signor Wilson. Si dimostra gentile con il protagonista e spesso dà delle ingiuste lavate di capo al marito, per colpa delle sue arrabbiature nei confronti del bambino, che viene visto da lei come un'anima innocente)
- Tommy Anderson (È uno dei tanti compagni di gioco di Denny)
- Joey McDonald (È un bambino di età molto più piccola di quella del protagonista, ciò nonostante si frequentano. Spesso si dimostra lamentoso e pauroso)
- Margaret Wade (È una compagna di classe di Denny. È segretamente invaghita del protagonista, ma non ricambiata, per via della sua incompatibilità di carattere con lui. In molti episodi è spesso arrabbiata perché vittima degli scherzi o delle marachelle del bambino, dimostrando il suo essere smorfiosetta, vanitosa e alquanto snob)
- PeeBee Kappa (È il bambino "genio" di questa serie. Inventa sempre marchingegni innovativi, che però poi cacciano Denny e gli altri personaggi in guai maggiori di quelli che potrebbero accadere senza gli aiuti tecnologici)
- Gina Gillotti (È un'amica di Denny. A differenza di Margaret, oltre ad essere più carina nell'aspetto, si dimostra anche più gentile, quindi in buoni rapporti con il protagonista)
- Jay Weldon

- Nonno Mitchell
- Nonna Johnson
- Sig. Cavallini
- Hot Dog
- Molly
- Willy (la rana con cui il protagonista gioca spesso. Se la porta anche appresso quando esce di casa e la usa per fare scherzi a suo vantaggio)
- Benson
- Cowboy Bob
- Zio Charley
- Prentice
- Max il Magnifico
- R.O.D.
- Marky
- Agente Mike
- Orazio
- Lars
- Winston
- Maria

## Doppiaggio
| Personaggio             | Doppiatore originale               | Doppiatore italiano |
| ----------------------- | ---------------------------------- | ------------------- |
| Dennis "Denny" Mitchell | Brennan Thicke                     | Paolo Torrisi       |
| Henry Mitchell          | Phil Hartman Maurice LaMarche      | Giorgio Melazzi     |
| Alice Mitchell          | Marilyn Lightstone Louise Vallance | Graziella Porta     |
| George Wilson           | Phil Hartman Maurice LaMarche      | Pietro Ubaldi       |
| Martha Wilson           | Marilyn Lightstone                 | Grazia Migneco      |
| Tommy                   | Jeanne Elias                       | Paola Tovaglia      |
| Joey                    | Jeanne Elias                       | Debora Magnaghi     |
| Margaret                | Jeanne Elias                       | Donatella Fanfani   |
| Pee Bee                 |                                    | Paola Tovaglia      |

## Elenco degli episodi

### Stagione 1
1. Verniciare, è il mio forte/Catena Scatenata/Investigatore privato
2. Visitatore Dallo Spazio/Il treno delle spie/Il genio impazzito
3. Il signor Wilson in ospedale/Gli acchiappafantasmi/Che Eroe!
4. Denny fra i presidenti/La barca dell’amore/Wilson la peste
5. A pesca di guai/Fortuna dal futuro/La bomba ad orologeria
6. Il signor Wilson in palestra/La balena ed il satellite/Denni al golf
7. Qui Micetto/Il circo Beserkus/Il Mostro Delle paludi
8. Il Prezzo della celebrità/Denni e la minaccia spaziale/Il Flauto Magico
9. La vendita per beneficenza/L'abominevole peste delle nevi/Extraterrestre dal pianeta Denni
10. Il trucco del cappello/Un'esperienza commovente/Concorrenza sleale
11. Passeggiatore Lunare/Bagnata e Furente/Denni al cinema
12. Al supermercato/La grande mela agrodolce/Il detector difettoso
13. Baccano Silenzioso/La Penna magica/Rubare che fatica!
14. Henry marito casalingo/Il trofeo/Fermate quell'auto
15. Su, su, sempre più in alto/Gorilla ballerino/Denny il pirata
16. Vita da Cani/Il professor Myron Mentalapse/Gara di go-kart
17. Trappola per topi/Il mago di Odd/Autolavaggio canino
18. Denny cowboy/Campeggio/Da far rizzare i capelli
19. Il drago e gli elfi/Viva i castori/Che zio!
20. Hopping Mad/Mayan Mayhem/The Big Power Trip
21. Strong Medicine/Gold Strike/Lights! Camera! Mud!
22. Invasion Of The Blob/Wild West Show-Down/The Hen Party
23. Up Up & Oh Boy!/The Company Picnic/Aw Nuts!
24. Clip-Joint Capers/Tanks For The Memory/Second Honeymoon
25. A Couple Of Coo-Coos/The Cloneheads/Nothing But The Tooth
26. Mummy's Little Boy/Horsing Around/Dennis Plasters Pamplona
27. Dennis Predicts/Dennis & The Kangaroo Cavalry/Meatball Mess
28. My Fair Dennis/A Good Knight's Work/Life In The Fast Lane
29. A Nightmare At The Opera/A Royal Pain/Having A Marbleous Time
30. Marky The Menace/Dennis The Genius/A Step Ahead
31. The Boss Gets Scalped/Mr. Dennistein/Lean Green Jumping Machine
32. Laundry Business/Journey To The Center Of Uncle Charlie's Farm/Dennis Springs Into Action
33. Ruff's Hat Trick/A Moving Experience/Lemon-Aid
34. Sounds In The Night/Dennis Does Hollywood/Ruff To The Rescue
35. The Bicycle Thief/Menace Of The Mine Shaft/Margaret's Birthday Party
36. So Sorry/Shock Therapy/Yard Wars
37. Ruff's Masterpiece/Going To The Dogs/Big Baby
38. Building A Better Dog House/Dennis & The Dragon/Hic!
39. Strike Up The Band/Queen Of Chinatown/Tale Of A Tux
40. Give A Little Whistle/Charmed I'm Sure/After Hours
41. Baseball's Best Ballplayer/Mr. Wilson's Diet/The Backyard Band
42. Double Dennis/Timber Wolves/Help Not Wanted
43. Million Dollar Dennis/3-D & Me/Barber Shop Disharmony
44. Bowling For Dennis/Dennis Conquers The Navy/The Longest Half-Yard
45. Vampire Scare/Give Me Liberty Or Give Me Dennis/Wilson For Mayor
46. Dangerous Detour/The Prodigy/The Chimp
47. High Steel/Bicycle Mania/Little Dogs Lost
48. Dennis Destroys Dallas/Black & Blue Hawaii/Oil's Well That Ends Well
49. Door To Door Bore/Dennis In Venice/Young Sherlock Dennis
50. Surf's Up/Yo Ho Ho/The Karate Kiddie
51. Dennis & The Deep/K-9 Kollege/Housepests
52. Animalympics/No Bones About It/Dennis Takes The Cake
53. Quiet Riot/The Magic Pen/A Feeling For Stealing
54. Househusband Henry/Wheeling & Double-Dealing/Stop That Car
55. Lights, Camera, Auction/Boy Ahoy/Faulty Alarm (12.05.1986)
56. Hail To The Chief/Dennis In Microchipland/Handy Dandy Dennis
57. Dennis The Businessman/Soccer It To Me, Dennis/Camp Over Here-Over There
58. Hullaballoo At The Harmony Homes/Phantom Of The Wax Museum/Dennis & The Gypsy Woman
59. Attack Of The Giant Tomatoes/The Dinosaur Doozy/Funhouse Grouch
60. Dennis Rocks Out/Deserted With Dennis/Fashionable Menace
61. Back To The Drawing Board/Part-Time Helper/G.I. George
62. Wanted: Scarface Wilson/Ruff Come Home/10-4 Dennis
63. Heroes Unwelcome/The Martians Are Coming/Ancient Olympics
64. Pool Haul/Fool For Gold/Nothin' To Be Afraid Of
65. Yankee Doodle Dennis/Dennis The Barnstormer/Trial & Error

### Stagione 2
1. Frankenstymied/Space Race/The Incredible Shrinking Dennis
2. Crummy Mummy/Swiss Family Mitchell/Pie In The Eye
3. Instant Replay/Underwater Wonderland/Safe At Home
4. It's Magic Time/Dennis In Wonderland/Water On The Brain
5. The Great Pie Swap/Climb Of The Century/Little Beauty Shop Of Horrors
6. Tunnel Vision/Super Duper Dennis/Ice Show Show-Off
7. Snow Wars/The Moroccan Pigeon/Dennis Of The Jungle
8. Young At Heart/Thor-Sicle/A Word From Our Sponsor
9. A Froggy Day/Loch Ness Mess/Box Office Smash
10. Menaced Marriage/Dennis Of The Yukon/Seal Of Approval
11. A Fox Tale/Gorilla Warfare/Shared Interest
12. Kooked Goose/Pell Mell Hotel/The Old Ball Game
13. The Wright Stuff/Hassle In The Castle/Wilson's Night Out